# Kaplica przydrożna Chrystusa Ukrzyżowanego w Majdanie Królewskim
Kaplica przydrożna Chrystusa Ukrzyżowanego w Majdanie Królewskim – kaplica rzymskokatolicka znajdująca się przy ul. Tarnobrzeskiej 10 w Majdanie Królewskim.

## Historia
Budowla powstała w 1860 roku. 2 lipca 2019 roku wpisano ją do rejestru zabytków pod numerem A-1620. W latach 2020–2021 kaplicę przeniesiono 16 metrów na południowy wschód od jej pierwotnej lokalizacji.

## Architektura
Kaplica wybudowana na rzucie prostokąta, murowana z cegły, w stylu eklektycznym. Nakryta blaszanym dachem dwuspadowym. Ściany zewnętrzne opięte dekoracyjnymi skarpami i zwieńczone gzymsem. Szersza od budynku fasada ze szczytem z małą wnęką pośrodku. Ściana szczytowa ozdobiona kamiennymi kulami, zwieńczona krzyżem. Arkada wejściowa półokrągła, z ozdobną kratą. W ścianach półkoliste okna i blendy.
Wewnątrz kaplicy znajduje się ołtarz oraz późnobarokowy krucyfiks powstały w XVII lub XVIII wieku, który pochodzi najprawdopodobniej z pierwszego kościoła w Majdanie Królewskim.